# 1. deild islandzka w piłce nożnej (1989)
Sezon 1989 był 78. sezonem o mistrzostwo Islandii. Drużyna Fram nie obroniła tytułu mistrzowskiego, zdobył go natomiast zespół KA Akureyri, zdobywając trzydzieści cztery punkty w osiemnastu meczach. Po sezonie spadły zespoły Fylkir i Keflavík.

## Drużyny
Po sezonie 1988 z ligi spadły zespoły Leiftur i Völsungur Húsavík, z 2. deild awansowały natomiast drużyny FH i Fylkir.
| Uczestnicy poprzedniej edycji                                                                                 | Uczestnicy poprzedniej edycji | Uczestnicy poprzedniej edycji | Uczestnicy poprzedniej edycji |
| --- | ----------------------------- | ----------------------------- | ----------------------------- |
| FRA | Fram                          | 1                             |                               |
| VAL | Valur                         | 2                             |                               |
| ÍA | Akraness                      | 3                             |                               |
| KA | KA Akureyri                   | 4                             |                               |
| KRE | KR                            | 5                             |                               |
| ÞÓR | Þór Akureyri                  | 6                             |                               |
| ÍBK | Keflavík                      | 7                             |                               |
| VÍR | Víkingur Reykjavík            | 8                             |                               |
| Awans z 2. deild                                                                                              |                               |                               |                               |
| FH | FH                            | 1                             |                               |
| FYL | Fylkir                        | 2                             |                               |
| Oznaczenia: - kolumna pierwsza – skróty nazw drużyn, - kolumna trzecia – miejsce zajęte w poprzednim sezonie. |                               |                               |                               |

## Tabela
| Lp. | Drużyna            | M  | Z  | R | P  | Bramki | Bramki | Różn. | Pkt | Uwagi                                    |
| --- | ------------------ | -- | -- | - | -- | ------ | ------ | ----- | --- | ---------------------------------------- |
| 1   | KA Akureyri (M)    | 18 | 9  | 7 | 2  | 29     | 15     | +14   | 34  | Puchar Europy • I runda                  |
| 2   | FH                 | 18 | 9  | 5 | 4  | 27     | 17     | +10   | 32  | Puchar UEFA • 1/32 finału                |
| 3   | Fram               | 18 | 10 | 2 | 6  | 22     | 16     | +6    | 32  | Puchar Zdobywców Pucharów • 1/16 finału1 |
| 4   | KR                 | 18 | 8  | 5 | 5  | 28     | 22     | +6    | 29  |                                          |
| 5   | Valur              | 18 | 8  | 4 | 6  | 21     | 15     | +6    | 28  |                                          |
| 6   | Akraness           | 18 | 8  | 2 | 8  | 20     | 21     | −1    | 26  |                                          |
| 7   | Þór Akureyri       | 18 | 4  | 6 | 8  | 20     | 30     | −10   | 18  |                                          |
| 8   | Víkingur Reykjavík | 18 | 4  | 5 | 9  | 24     | 31     | −7    | 17  |                                          |
| 9   | Fylkir (S)         | 18 | 5  | 2 | 11 | 18     | 31     | −13   | 17  | Spadek do 2. deild                       |
| 10  | Keflavík (S)       | 18 | 3  | 6 | 9  | 18     | 29     | −11   | 15  | Spadek do 2. deild                       |

## Wyniki
| Gospodarz \ Gość   | ÍA  | FRA | FYL | FH  | KA  | KRE | ÍBK | VAL | VÍR | ÞÓR |
| Akraness           |     | 2:0 | 1:0 | 0:0 | 2:0 | 1:0 | 1:0 | 0:2 | 0:2 | 1:2 |
| Fram               | 4:1 |     | 1:0 | 0:0 | 1:3 | 2:1 | 1:1 | 1:0 | 1:0 | 2:0 |
| Fylkir             | 0:1 | 0:3 |     | 0:4 | 1:0 | 1:2 | 0:0 | 3:1 | 1:2 | 3:1 |
| FH                 | 3:2 | 2:0 | 1:2 |     | 0:0 | 0:3 | 2:1 | 0:1 | 2:2 | 3:0 |
| KA Akureyri        | 1:0 | 3:1 | 2:1 | 1:1 |     | 4:1 | 2:1 | 1:1 | 3:3 | 1:1 |
| KR                 | 1:3 | 1:0 | 2:2 | 2:0 | 0:0 |     | 3:0 | 1:1 | 2:2 | 3:2 |
| Keflavík           | 1:3 | 0:1 | 1:0 | 1:2 | 0:2 | 1:3 |     | 0:0 | 3:2 | 1:1 |
| Valur              | 2:0 | 0:2 | 4:1 | 0:1 | 0:1 | 1:0 | 2:2 |     | 1:0 | 3:0 |
| Víkingur Reykjavík | 1:1 | 0:2 | 4:0 | 0:3 | 1:5 | 0:1 | 2:3 | 2:1 |     | 1:1 |
| Þór Akureyri       | 2:1 | 2:0 | 1:3 | 2:3 | 0:0 | 2:2 | 2:2 | 0:1 | 1:0 |     |

Źródło:  (ang.)
Objaśnienia:
1Drużyna gospodarzy jest wymieniona po lewej stronie tabeli.
Kolory: zielony – zwycięstwo gospodarzy, żółty – remis, różowy – zwycięstwo gości.

## Najlepsi strzelcy
| Bramki | Strzelcy             | Drużyna      |
| ------ | -------------------- | ------------ |
| 12     | Hördur Magnússon     | FH           |
| 9      | Guðmundur Steinsson  | Fram         |
| 9      | Kjartan Einarsson    | Keflavík     |
| 9      | Pétur Pétursson      | KR           |
| 8      | Anthony Karl Gregory | KA Akureyri  |
| 6      | 5 zawodników         | 5 zawodników |